# Championnat d'Amérique du Nord, centrale et Caraïbe de football des moins de 17 ans 1991
 (septembre 2018).
Si vous disposez d'ouvrages ou d'articles de référence ou si vous connaissez des sites web de qualité traitant du thème abordé ici, merci de compléter l'article en donnant les références utiles à sa vérifiabilité et en les liant à la section « Notes et références ».
Navigation
Cuba 1988 Cuba 1992
Le Championnat d'Amérique du Nord, centrale et Caraïbe de football des moins de 17 ans 1991 est la cinquième édition du Championnat d'Amérique du Nord, centrale et Caraïbe de football des moins de 17 ans, qui se déroule à Trinité-et-Tobago, du 22 mars au 3 avril 1991.

## Premier tour

### Groupe A
| Rang | Équipe    | Pts | J | G | N | P | Bp | Bc | Diff |  | Résultats |     |     |     |     |
| ---- | --------- | --- | - | - | - | - | -- | -- | ---- |  | --------- | --- | --- | --- | --- |
| 1    | Mexique   | 4   | 3 | 1 | 2 | 0 | 4  | 1  | +3   |  | Mexique   |     | 0-0 |     | 3-0 |
| 2    | Jamaïque  | 4   | 3 | 1 | 2 | 0 | 3  | 1  | +2   |  | Jamaïque  |     |     | 0-0 | 3-1 |
| 3    | Honduras  | 3   | 3 | 0 | 3 | 0 | 1  | 1  | 0    |  | Honduras  | 1-1 |     |     | 0-0 |
| 4    | Guatemala | 1   | 3 | 0 | 1 | 2 | 1  | 6  | -5   |  | Guatemala |     |     |     |     |

### Groupe B
| Rang | Équipe     | Pts | J | G | N | P | Bp | Bc | Diff |  | Résultats  |     |     |     |     |
| ---- | ---------- | --- | - | - | - | - | -- | -- | ---- |  | ---------- | --- | --- | --- | --- |
| 1    | États-Unis | 5   | 3 | 2 | 1 | 0 | 12 | 1  | +11  |  | États-Unis |     | 1-1 | 5-0 |     |
| 2    | Cuba       | 5   | 3 | 2 | 1 | 0 | 8  | 1  | +7   |  | Cuba       |     |     | 3-0 | 4-0 |
| 3    | Salvador   | 2   | 3 | 1 | 0 | 2 | 2  | 8  | -6   |  | Salvador   |     |     |     | 2-0 |
| 4    | Porto Rico | 0   | 3 | 0 | 0 | 3 | 0  | 12 | -12  |  | Porto Rico | 0-6 |     |     |     |

### Groupe C
| Rang | Équipe                 | Pts | J | G | N | P | Bp | Bc | Diff |  | Résultats              |     |     |     |     |
| ---- | ---------------------- | --- | - | - | - | - | -- | -- | ---- |  | ---------------------- | --- | --- | --- | --- |
| 1    | Trinité-et-Tobago      | 6   | 3 | 3 | 0 | 0 | 9  | 2  | +7   |  | Trinité-et-Tobago      |     | 1-0 |     | 3-0 |
| 2    | Canada                 | 3   | 3 | 1 | 1 | 1 | 1  | 1  | 0    |  | Canada                 |     |     | 1-0 |     |
| 3    | Panama                 | 2   | 3 | 1 | 0 | 2 | 4  | 7  | -3   |  | Panama                 | 2-5 |     |     |     |
| 4    | Antilles néerlandaises | 1   | 3 | 0 | 1 | 2 | 1  | 5  | -4   |  | Antilles néerlandaises |     | 0-0 | 1-2 |     |

## Tour final
| Classement final |                   |     |   |   |   |   |    |    |      |
|                  | Équipe            | Pts | J | G | N | P | BP | BC | Diff |
| 1                | Mexique           | 5   | 3 | 2 | 1 | 0 | 4  | 1  | +3   |
| 2                | États-Unis        | 4   | 3 | 1 | 2 | 0 | 3  | 2  | +1   |
| 3                | Cuba              | 2   | 3 | 1 | 0 | 2 | 1  | 2  | -1   |
| 4                | Trinité-et-Tobago | 1   | 3 | 0 | 1 | 2 | 1  | 4  | -3   |

| 30 mars   | Cuba              | 0 | 1 | Mexique           |
| 30 mars   | États-Unis        | 1 | 1 | Trinité-et-Tobago |
| 1er avril | Cuba              | 0 | 1 | États-Unis        |
| 1er avril | Trinité-et-Tobago | 0 | 2 | Mexique           |
| 3 avril   | Mexique           | 1 | 1 | États-Unis        |
| 3 avril   | Trinité-et-Tobago | 0 | 1 | Cuba              |